# Луцій Аррунцій
Луцій Аррунцій (лат. Lucius Arruntius; 60 рік до н. е. — 10 рік н. е.) — політичний і військовий діяч Римської імперії, консул 22 року до н. е.

## Біографія
Походив з роду вершників Аррунціїв. Син Луція Аррунція.
Почав свою кар'єру ще за Гая Юлія Цезаря. Потім підтримав Секста Помпея. У 43 році до н. е. після Мізенського миру перейшов на бік Октавіана Августа. Надалі узяв активну участь у Битві при Акціумі проти Марка Антонія. У цій морській битві Аррунцій очолював лівий фланг флоту Октавіана. Після бою завдяки клопотання Луція Аррунція Октавіан помилував одного з легатів Антонія — Гая Сосія.
У 22 році до н. е. Луція Аррунція обрано консулом разом з Марком Клавдієм Марцеллом Езерніном. Сприяв посиленню впливу та влади Октавіана Августа у державі. Втім через деякий час відійшов від державних справ.

## Творчість
Аррунцій захоплювався історією. Єдиним твором з історії, з якої дотепер збереглися лише деякі уривки, є «Історія Пунічних війн». Вона була написана латиною, в архаїчному стилі.

## Родина
- Луцій Аррунцій, консул 6 року.